# Friedrich Warnecke
Friedrich Warnecke (Bodenteich, 1856 - 1931) fou un músic alemany. Notable contrabaixista, en plena carrera artística es va veure obligat, a causa d'una paràlisi al braç dret, a abandonar la pràctica activa d'aquella. Des de llavors (1888) es dedicà a temps complet a l'ensenyament d'aquell instrument. El 1893 fou nomenat professor de contrabaix al Conservatori d'Hamburg. Entre les seves obres pedagògiques es distingeix per la seva especial importància la titulada Ad infinitum. Der Contrabass, seine Geschichte und seine Zukunft. Probleme und deren Lösung zur Hebung des Contrabasspiels (Hamburg, 1909). A més, va publicar Ubungen für Kontrabass (Hannover, 1901).